# Отвајлер
Отвајлер (њем. Ottweiler) град је у њемачкој савезној држави Сарланд. Једно је од 7 општинских средишта округа Нојнкирхен. Према процјени из 2010. у граду је живјело 15.086 становника. Посједује регионалну шифру (AGS) 10043115.

## Географски и демографски подаци
Отвајлер се налази у савезној држави Сарланд у округу Нојнкирхен. Град се налази на надморској висини од 268 метара. Површина општине износи 45,5 km². У самом граду је, према процјени из 2010. године, живјело 15.086 становника. Просјечна густина становништва износи 331 становника/km².

## Међународна сарадња
| Мјесто     | Држава    | Врста сарадње | Од    |
| ---------- | --------- | ------------- | ----- |
|            | Француска | партнерство   | 2000. |
| Кфар Табур | Израел    | партнерство   | 1988. |
|            | Русија    | пријатељство  | 1991. |
| Врилисија  | Грчка     | партнерство   | 1998. |
|            | Француска | партнерство   | 1982. |
| Извор      |           |               |       |